# Onésime (peintre)
Onésime ou Onesimos (en grec Ονήσιμος, « l'utile ») est un peintre de vase athénien de céramique à figures rouges. Sa période de création va de 505 à 485 av. J.C. Il peint principalement des kylix.

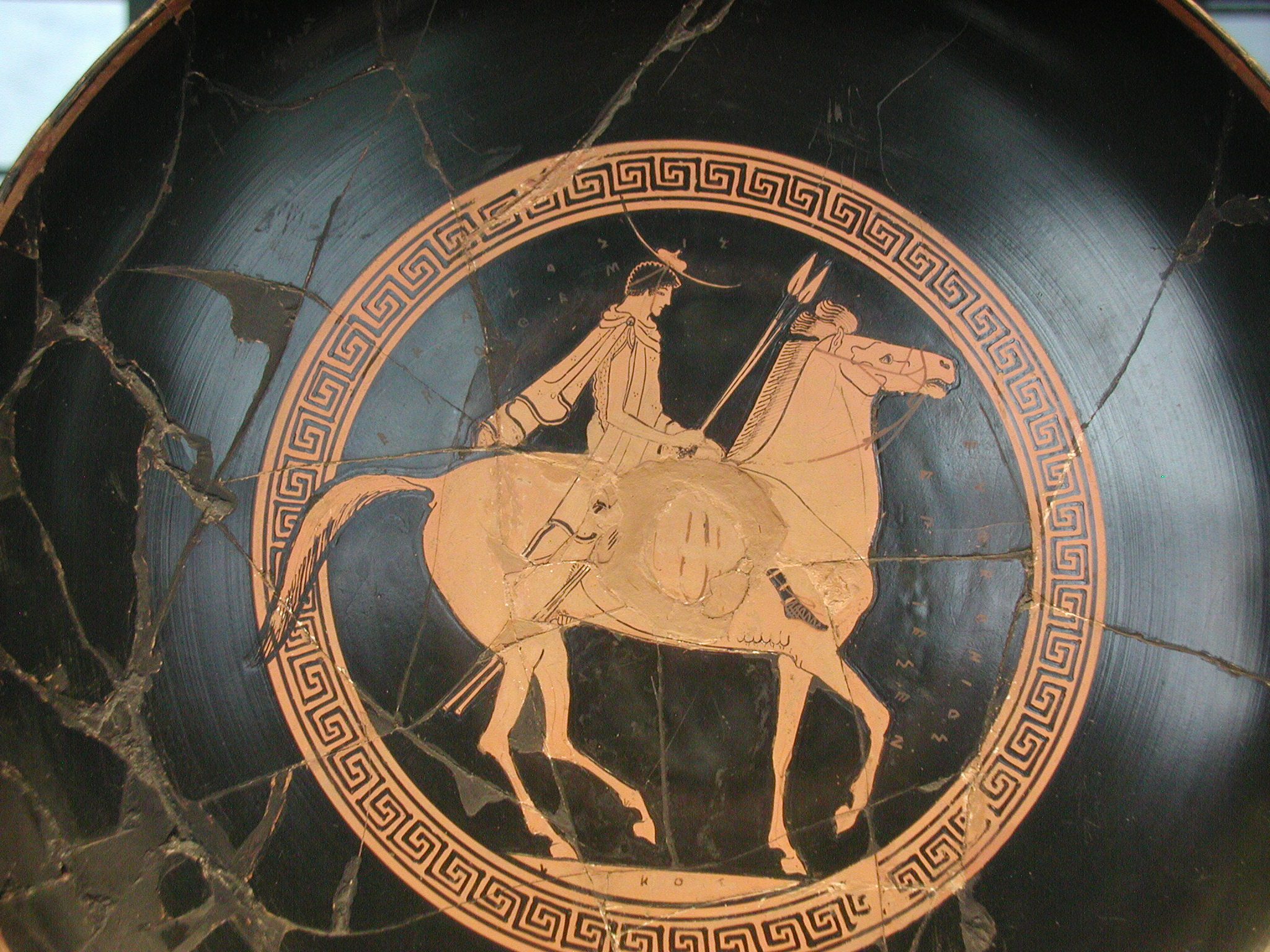
Vase signé, Louvre G 105.

Il fut l'élève d'Euphronios et travailla longtemps dans son atelier. Ensemble, ils développèrent le « style à figures rouges » dans lequel Onésime excelle. Son travail ressemble à bien des égards à celui de son maître Euphronios. Comme il avait une façon de travailler légèrement différente, ses premiers travaux ont d'abord été rassemblés sous le nom de Peintre de Panaitios. Comme de coutume à l'époque, il représentait souvent des éphèbes, nommés Leagros et Panaitios, puis plus tard Athenodotos, Lykos et Erothemis. Dans sa première phase de création, il ajoute à leur nom le qualificatif kalos (beau).
Outre les vases et cratères, l'artiste a également peint des kyathoi, des assiettes, des fioles et autres objets liés aux banquets (symposia). Ses motifs sont la vie quotidienne aristocratique, notamment celle des jeunes hommes : l'école, le sport, l'entraînement aux armes et le commerce des chevaux. Il a également dessiné des scènes de symposium, dont certaines, assez crues, montrent le résultat d'une consommation excessive de vin : disputes et vomissements. Des représentations d'hétaïres sont également connues de lui. Ses images mythologiques dépassent parfois le cadre du support, comme un satyre assis sur une amphore. Les scènes de guerre héroïques sont rares chez lui. Il préfère peindre des signes d'espoir, par exemple Théano qui reçoit l'asile des Grecs, ou Éthra qui embrasse ses petits-enfants.
Environ 150 vases d'Onesimos sont conservés. Sa signature, traduite par l'Utile, ne se retrouve que sur le vase Louvre G 105, qui n'est pourtant pas un point culminant de son œuvre. Son lien avec Euphronios est néanmoins identifiable, puisque l'image équestre rappelle une œuvre de son maître et que le bol porte la signature d'Euphronios.